# Chiesa di San Michele (Orciano Pisano)
La chiesa di San Michele si trova ad Orciano Pisano.

## Storia e descrizione
La chiesa fu ricostruita dopo il disastroso terremoto del 1846 che devastò il paese e tutta la zona delle colline inferiori pisane. L'edificio precedente risaliva agli inizi del XVIII secolo, come documenta anche il bell'altare maggiore in marmi policromi che ancor oggi vediamo. Tuttavia una cappella di San Michele esisteva almeno dal secolo XV.
La facciata e l'interno della chiesa attuale sono in tardo stile neoclassico con transetto e cupoletta sostenuta da quattro colonne. Alle pareti si trovano alcune tele agiografiche: fra queste si segnala una copia del San Michele Arcangelo di Raffaello.